# Tekken 2: Kazuya's Revenge
Tekken 2: Kazuya's Revenge is een Amerikaanse martialartsfilm uit 2014 en het is een proloog van de Tekken film uit 2010. De film is geregisseerd door Wych Kaosayananda en is gebaseerd op de gelijknamige reeks computerspellen.

## Verhaal
Een jongeman wordt wakker in een onbekend hotel maar weet niet wie hij is en hoe hij in het hotel geraakt is. Dankzij visioenen ontdekt hij dat hij aangevallen en ontvoerd is geweest en is omgevormd tot een huurmoordenaar. Tijdens een missie om iemand genaamd Brian Fury te vermoorden ontdekt hij dat Fury aanwijzingen bezit over zijn ware identiteit. Samen met Fury gaat hij op ontdekkingstocht, om zo eens en voor altijd af te rekenen met het verleden .

## Rolverdeling
- Kane Kosugi - "K" (Kazuya Mishima)
- Cary-Hiroyuki Tagawa - Heihachi Mishima
- Rade Šerbedžija - The Minister
- Gary Daniels - Bryan Fury
- Kelly Wenham - Rhona Anders
- Paige Lindquist - Laura
- Charlotte Kirk - Chloe
- Biljana Misic - Natasha
- Ron Smoorenburg - Thorn

## Ontvangst
De film is gemiddeld tot slecht ontvangen met een IMDB-score van 2,8. Het verhaal zou flinterdun zijn met diverse plotgaten en missers waarbij de relatie met de gameserie ver te zoeken is.